# Karl Bergner
Karl Bergner (ur. 9 marca 1864, zm. ?) – niemiecki architekt, działający na terenie Bydgoszczy.

## Życiorys
Czynny w Bydgoszczy jako architekt od lat 80. XIX w. do przynajmniej 1914 roku. Był najbardziej płodnym architektem bydgoskim. Jego projekty z reguły uwzględniały schemat eklektycznej fasady z neorenesansową lub neobarokową dekoracją sztukatorską. 
Prowadził przedsiębiorstwo i biuro robót technicznych. Zajmował także stanowisko Miejskiego Asystenta ds. Budowlanych. Mieszkając od około 1888 r. przy Placu Poznańskim 7. założył tam w 1892 r. pracownię projektową. Co parę lat przenosił się do swoich kolejnych domów, gdzie mieszkał i prowadził działalność projektową (1895 – ul. Hetmańska, 1896 – ul. Gdańska, 1897 – ul. Śniadeckich). Na przełomie XIX i XX w. zajmował się podobnie jak inni bydgoscy architekci projektowaniem i budową kamienic czynszowych sprzedawanych następnie z zyskiem handlarzom nieruchomości i najemcom, m.in. przy ulicy Cieszkowskiego.
Od 7 października 1899 roku należał do masońskiej loży Janus w Bydgoszczy.

### Wybrane prace
- dom własny architekta przy obecnej ul. Śniadeckich 10 (1895–1897) utrzymany w stylu architektury malowniczej z elementami neogotyckimi
- neomanierystyczna siedziba Blindenheim przy obecnej ul. Kołłątaja 9 (dom pomocy dla niewidomych (1901–1962), zbudowany w latach 1899–1901, ob. Przychodnia „Śródmieście”)
- kamienice (z lat 1900–1902) o tradycyjnych podziałach elewacji z gotową, produkowaną fabrycznie dekoracją secesyjną (np. kamienice nr 2 i 4 przy obecnej ul. Focha)
- kamienice przy obecnej ul. Śniadeckich 6, 12, 20
- kamienice przy obecnym pl. Piastowskim 5, 13, 15, 17
- kamienica przy ul. Dworcowej 68
- kamienica przy obecnej ul. Bernardyńskiej 3
- kamienice przy ulicy Cieszkowskiego: nr 7, nr 9, nr 14, nr 16–20, nr 24 – narożna z ul. Pomorską.
- kamienica przy ulicy Bolesława Chrobrego 12 w Bydgoszczy wybudowana w 1893 roku

## Galeria
Niektóre realizacje Karla Bergnera w Bydgoszczy

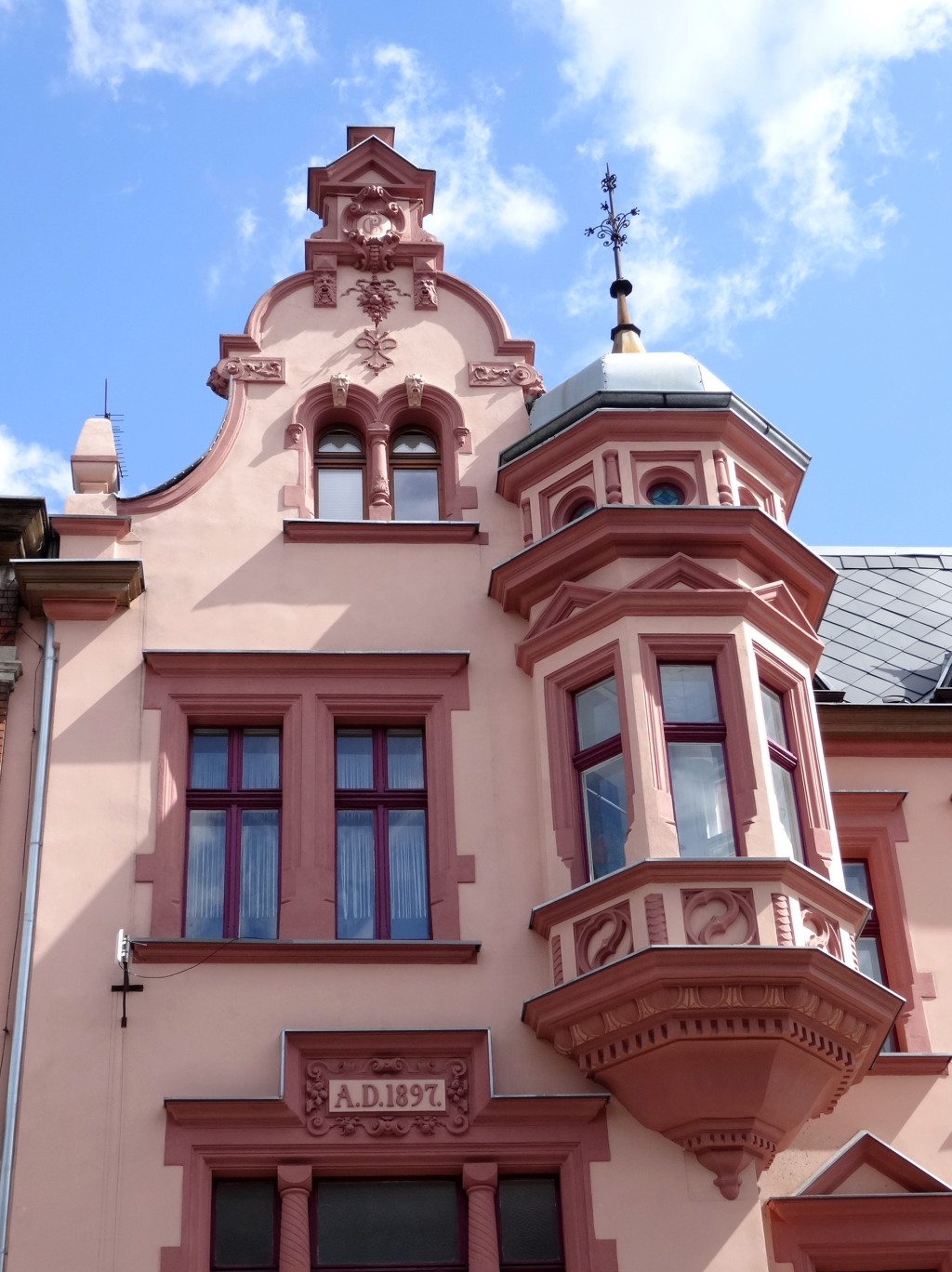
Śniadeckich 10
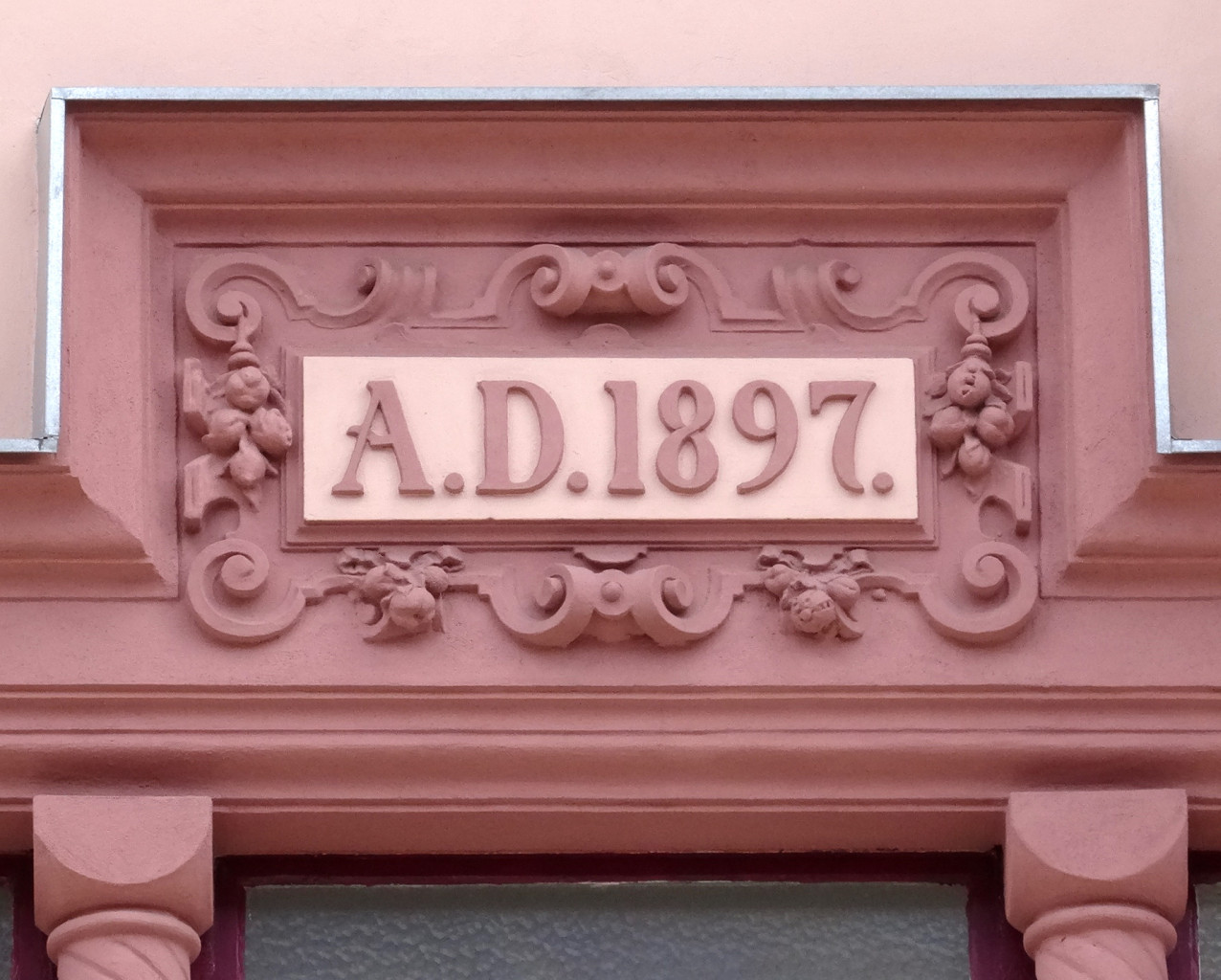
Śn. 10 (detal)
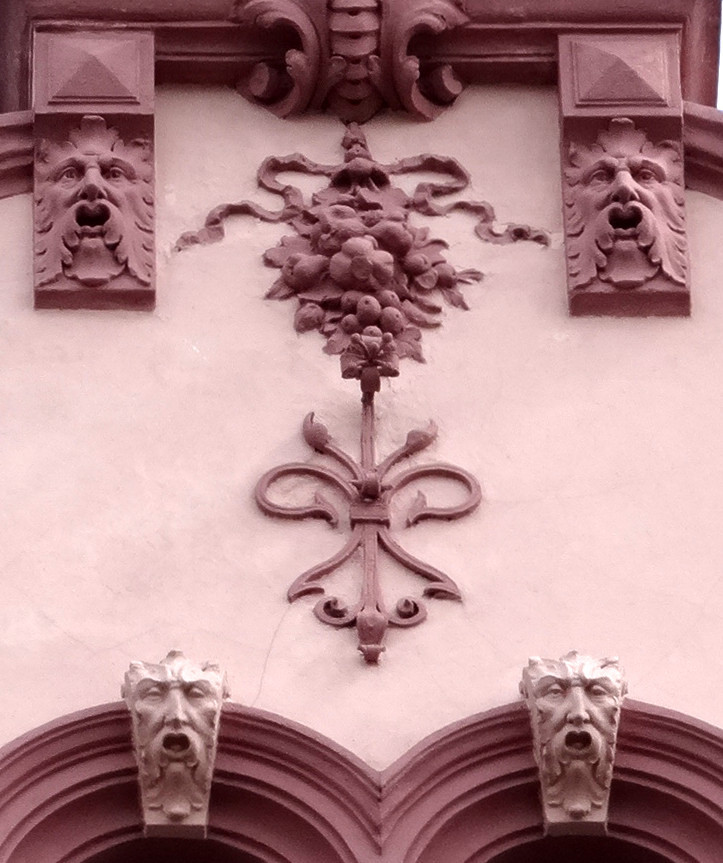
Śn. 10 (detal)
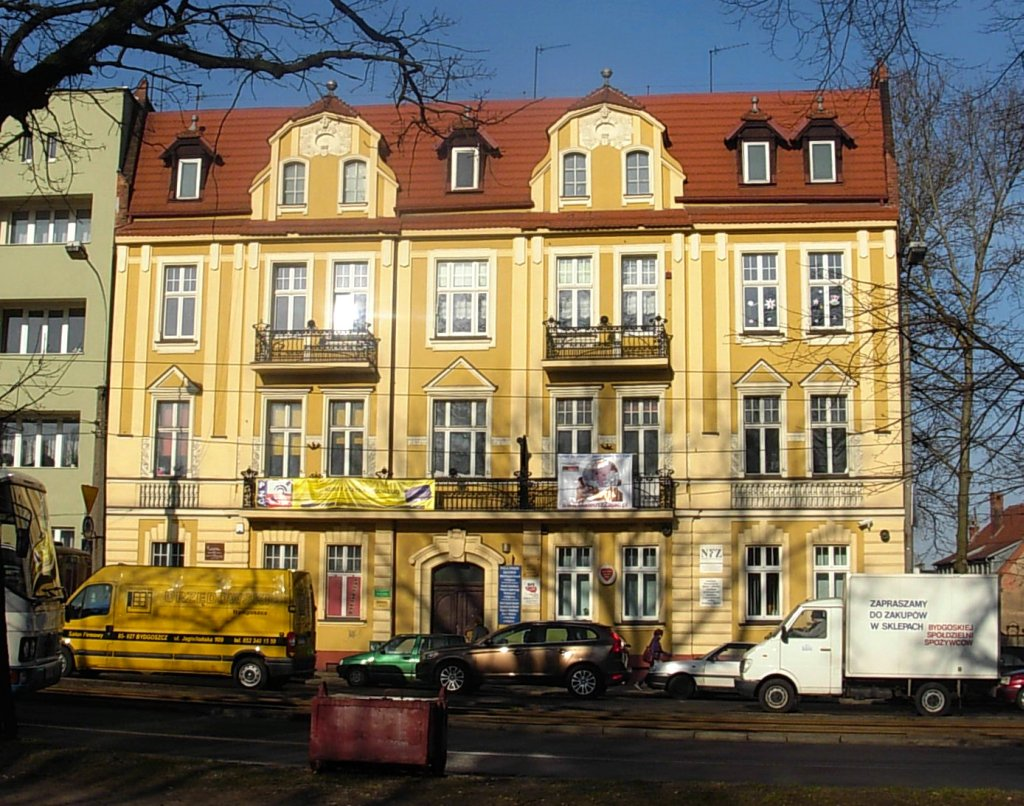
Bernardyńska 3
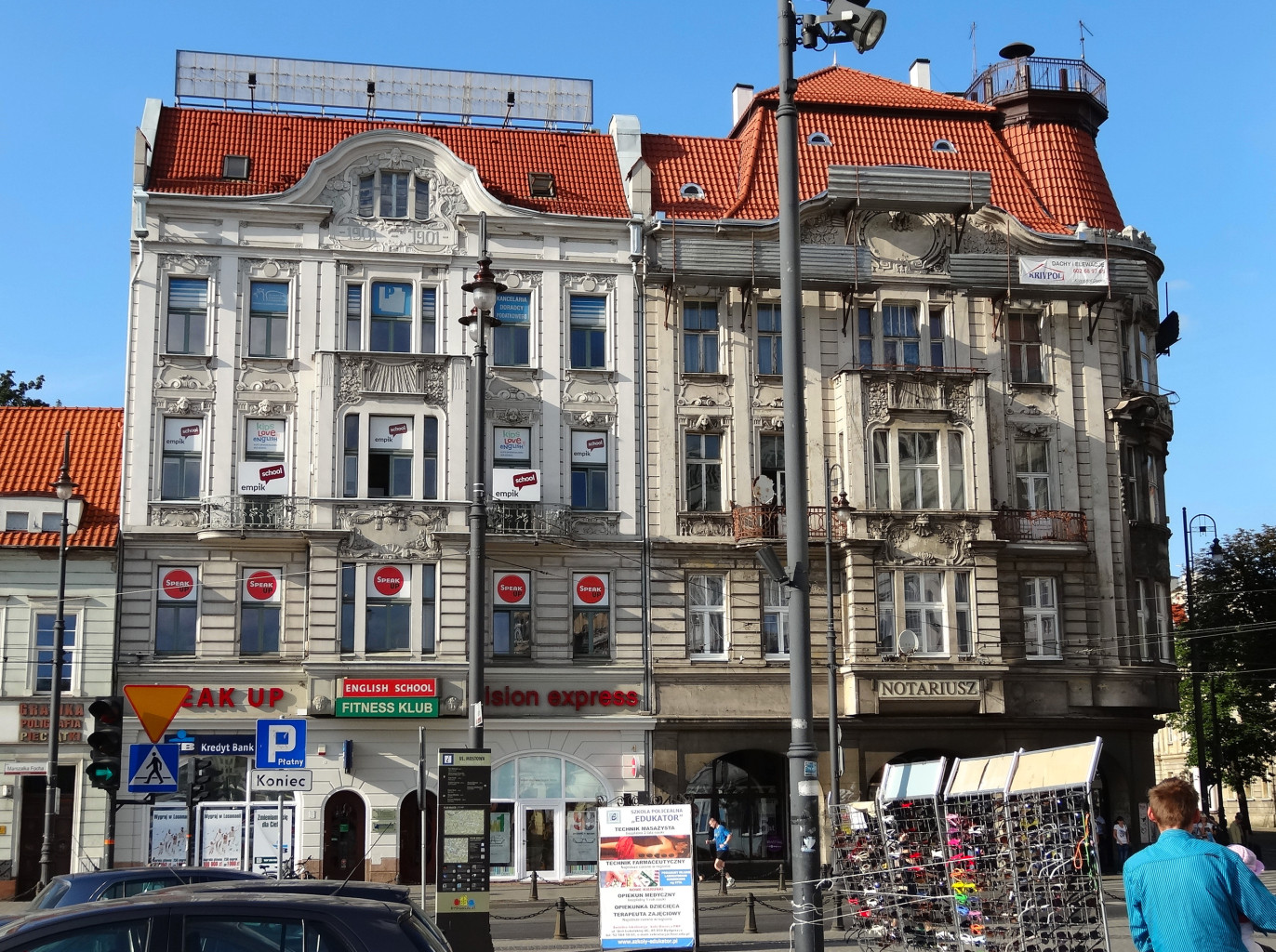
Focha 2 i 4
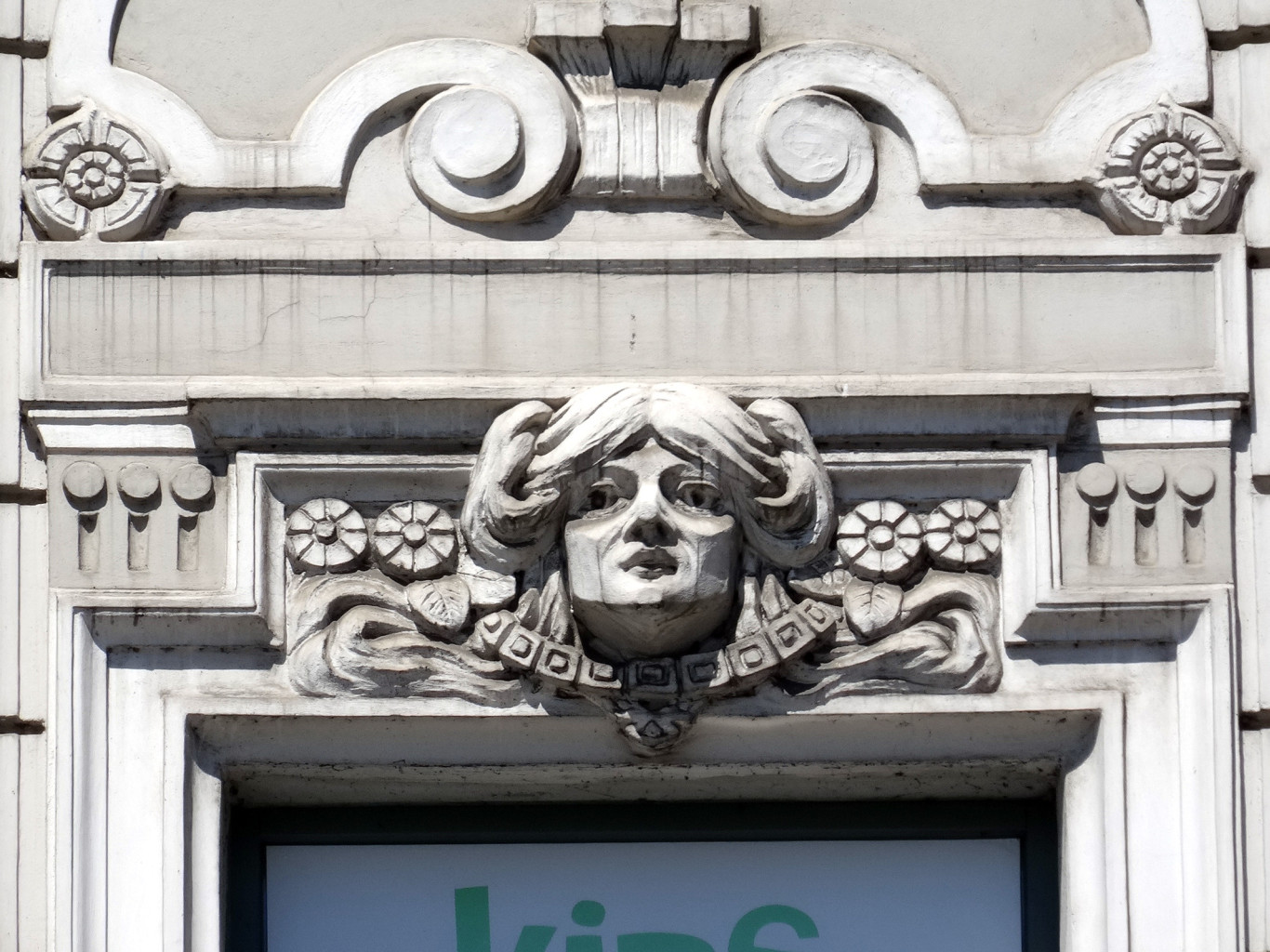
Focha 4 (detal)
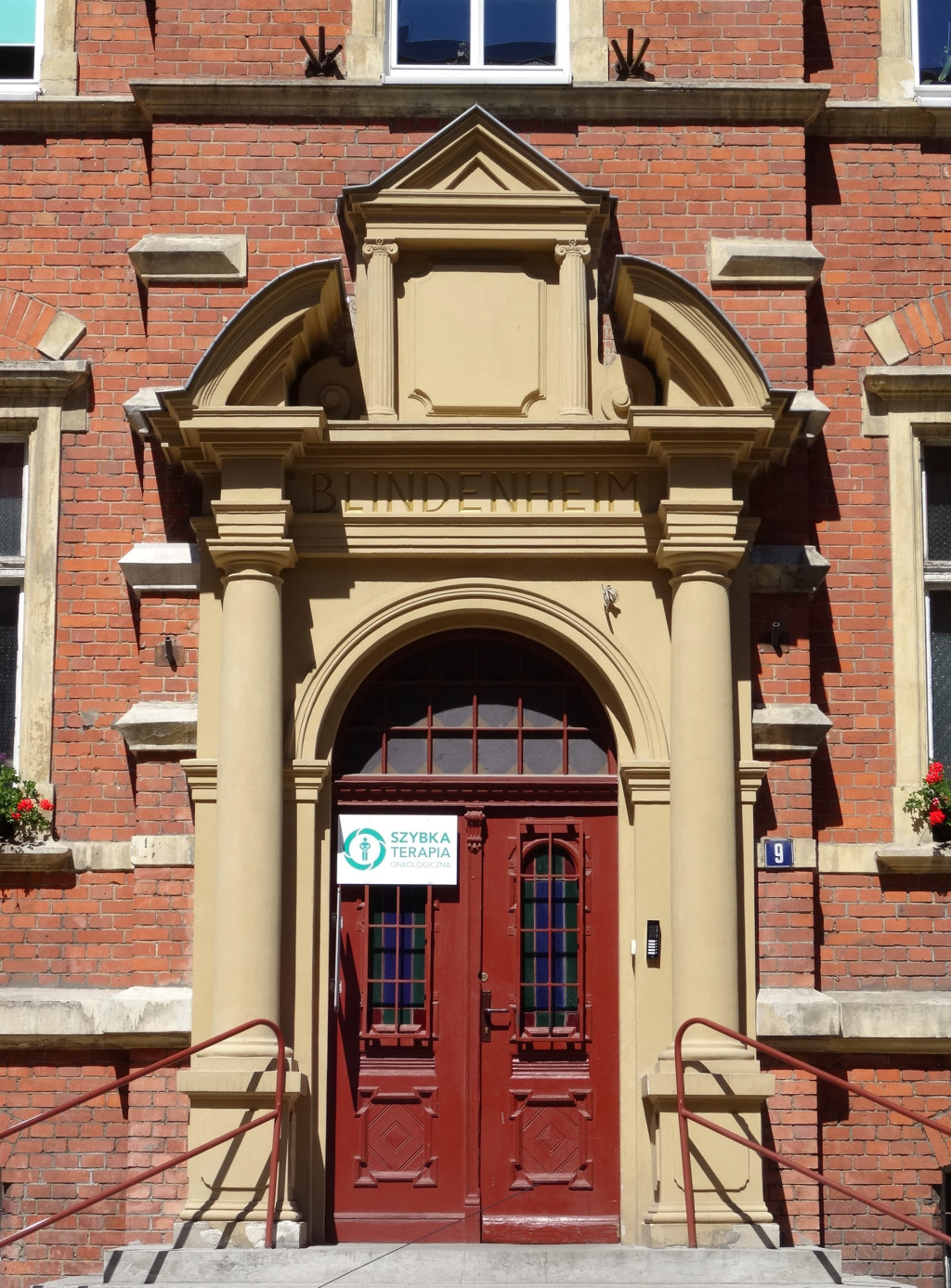
Kołłątaja 9
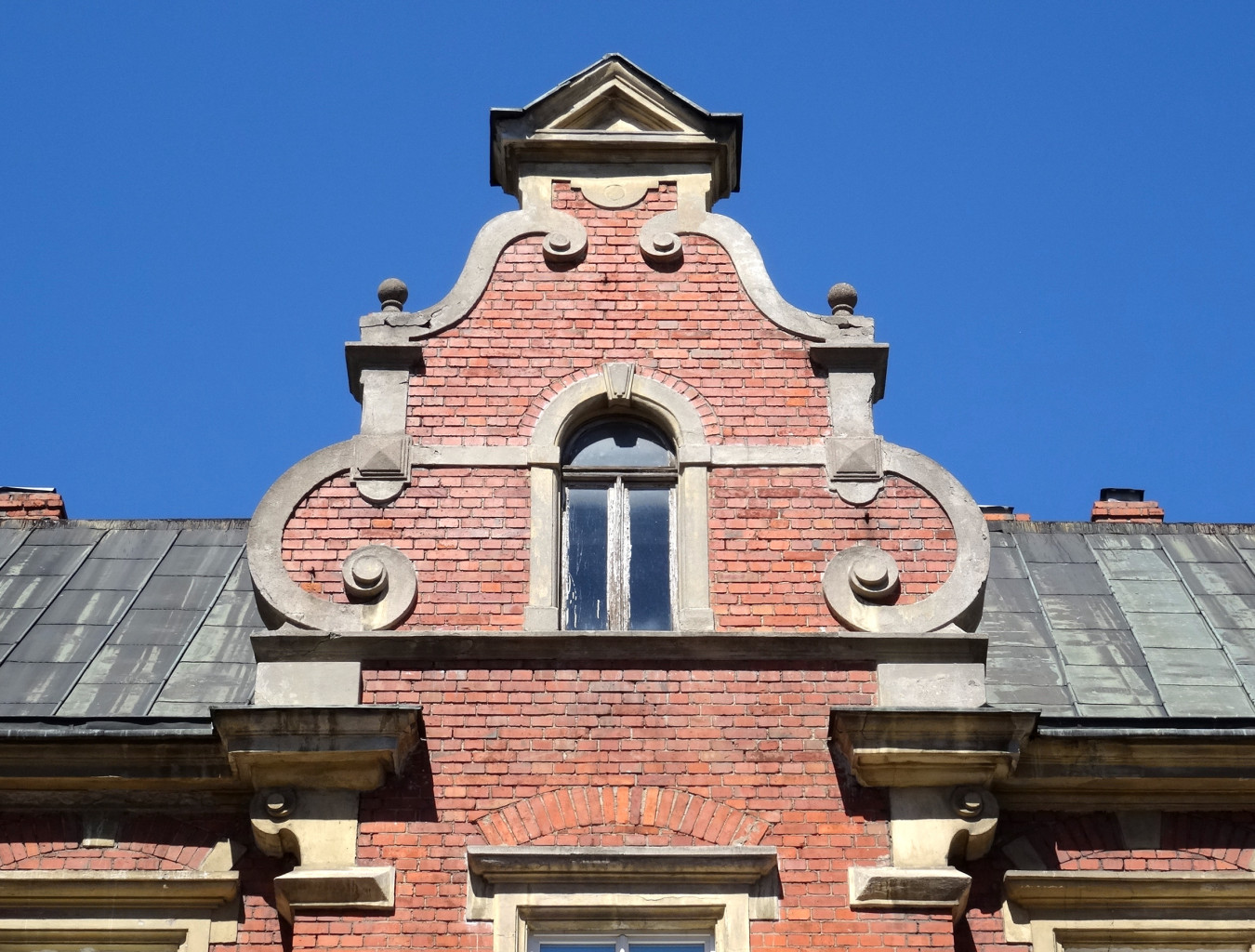
Kołłątaja 9 (detal)
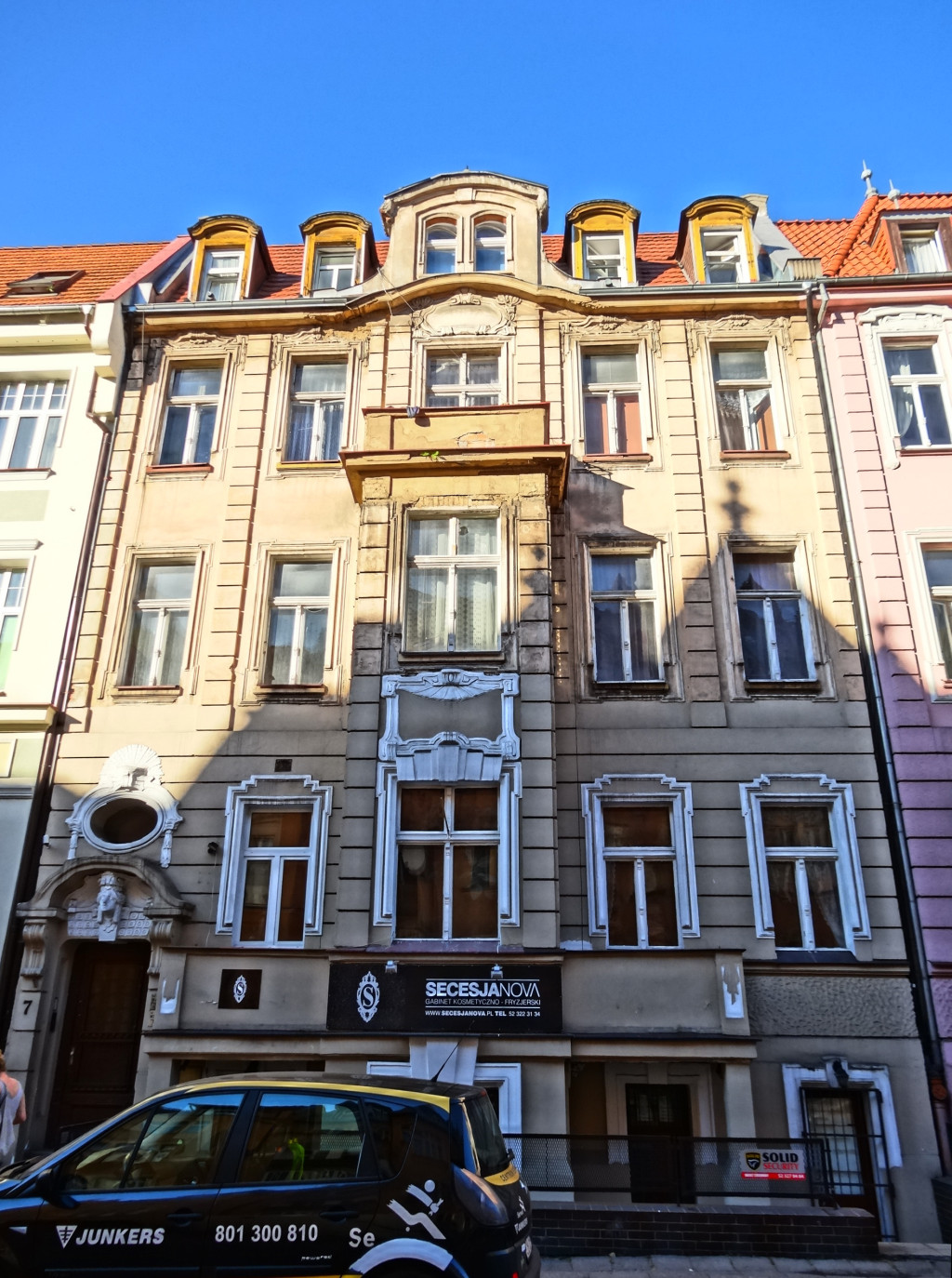
Cieszkowskiego 7
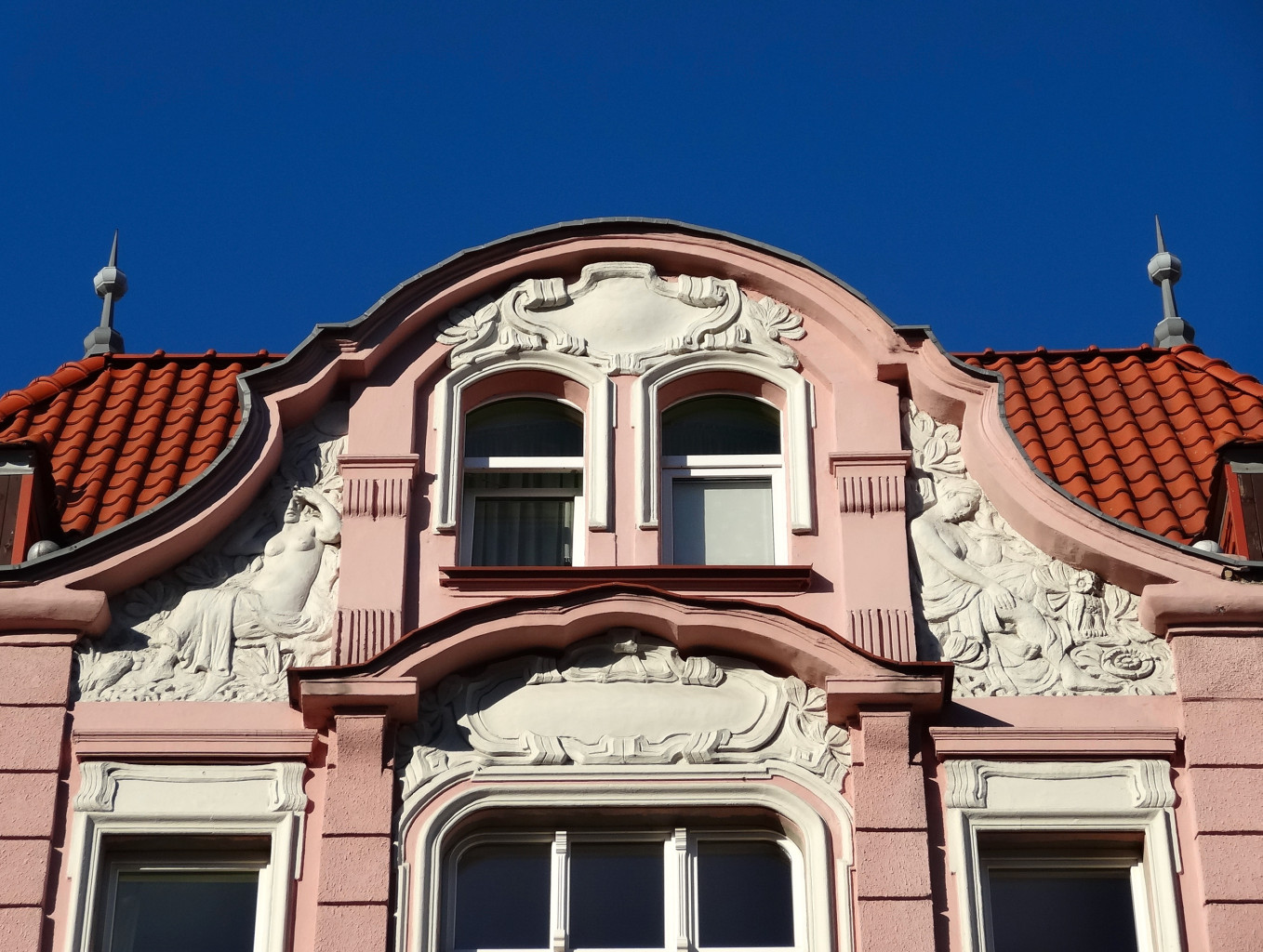
Cieszkowskiego 9
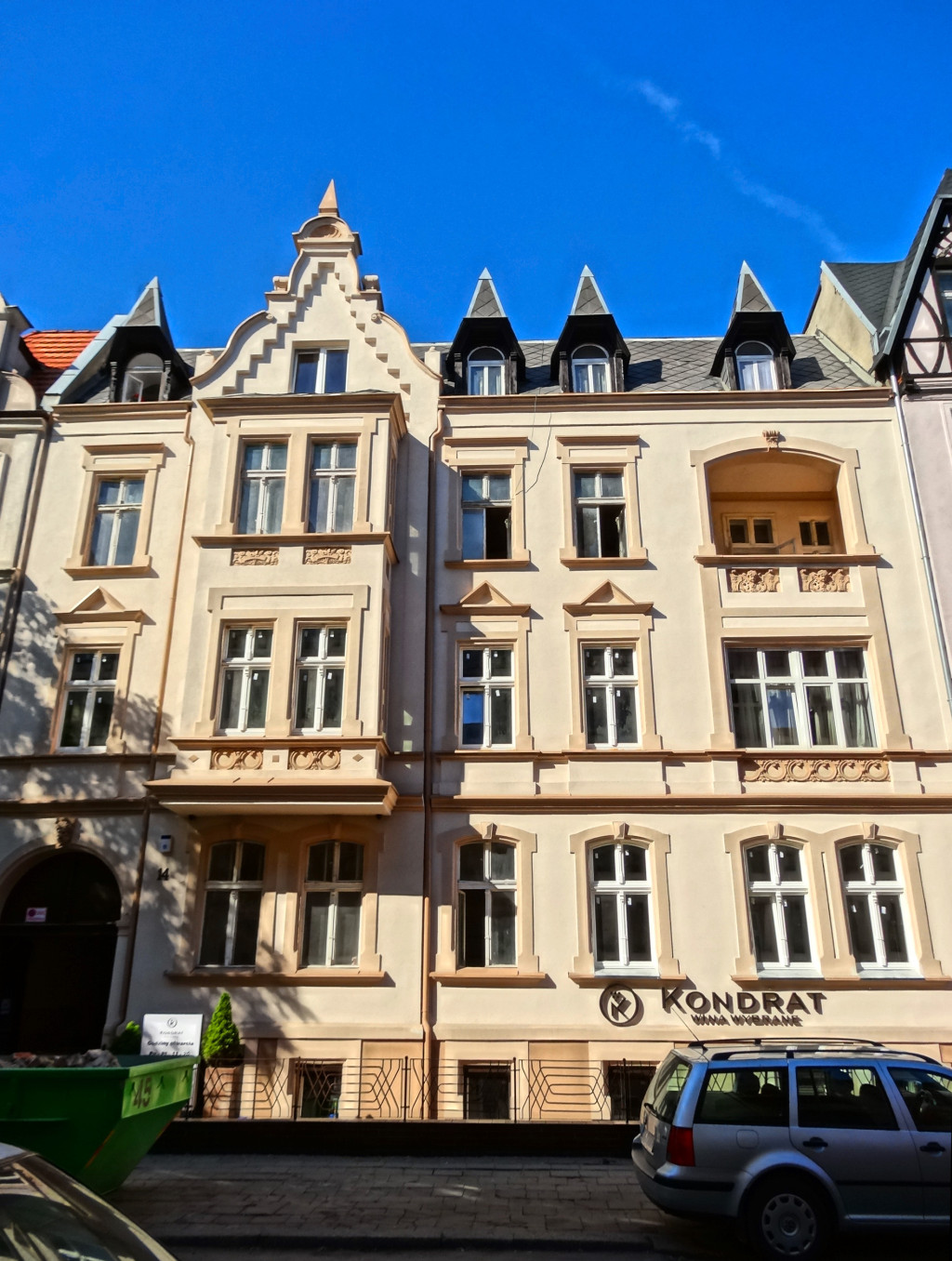
Cieszkowskiego 14
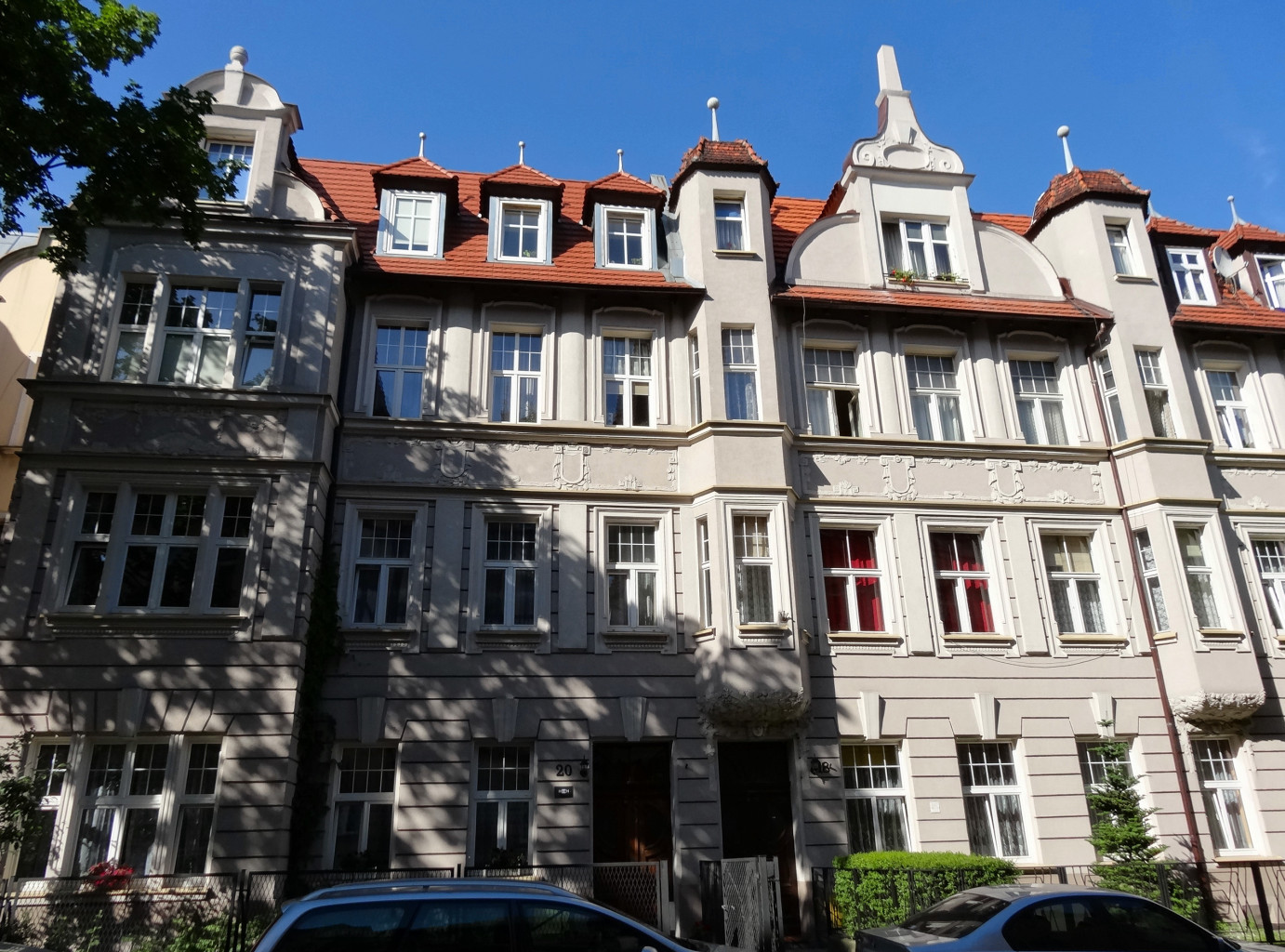
Cieszkowskiego 16-20
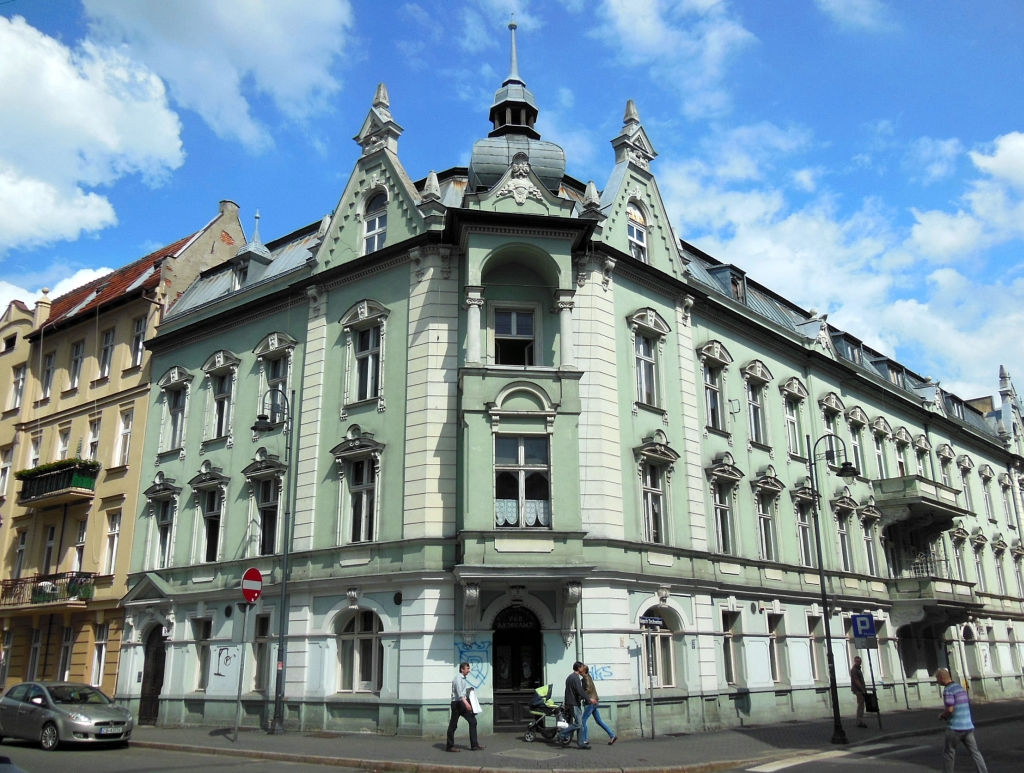
Pomorska 50 - Cieszkowskiego 24
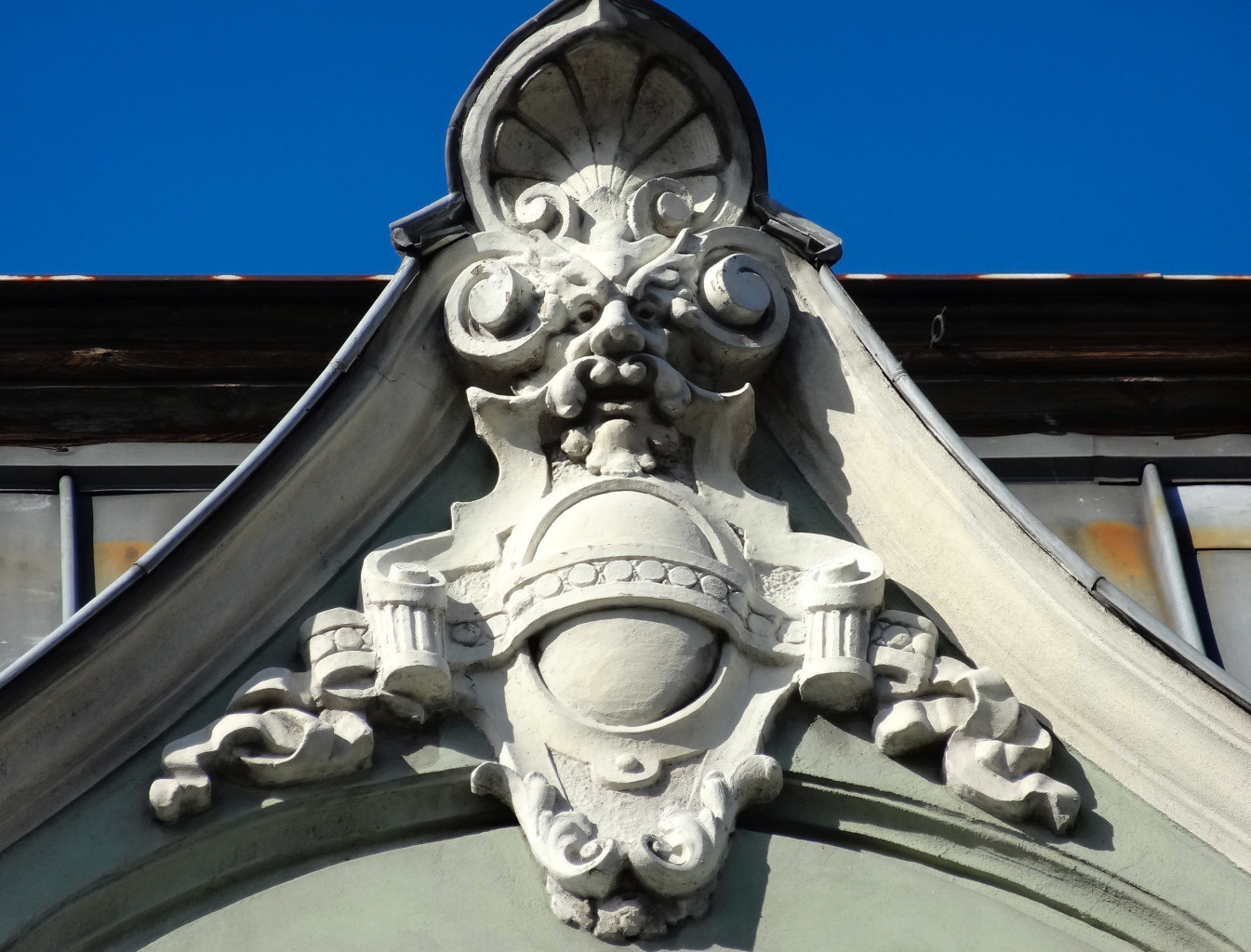
Cieszk. 24 (detal)
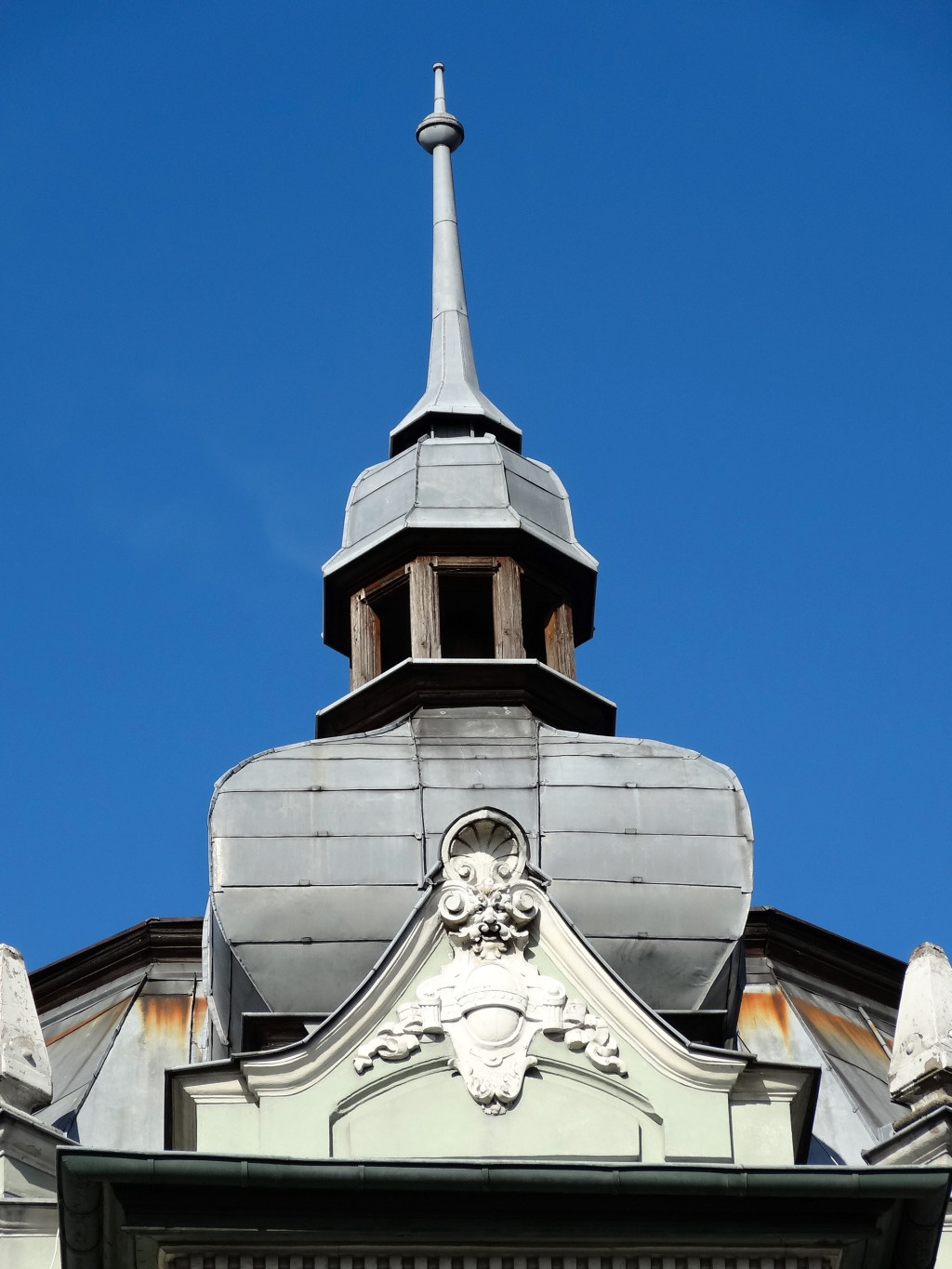
Cieszk.24 (detal)